# Zdzisław Poradzki

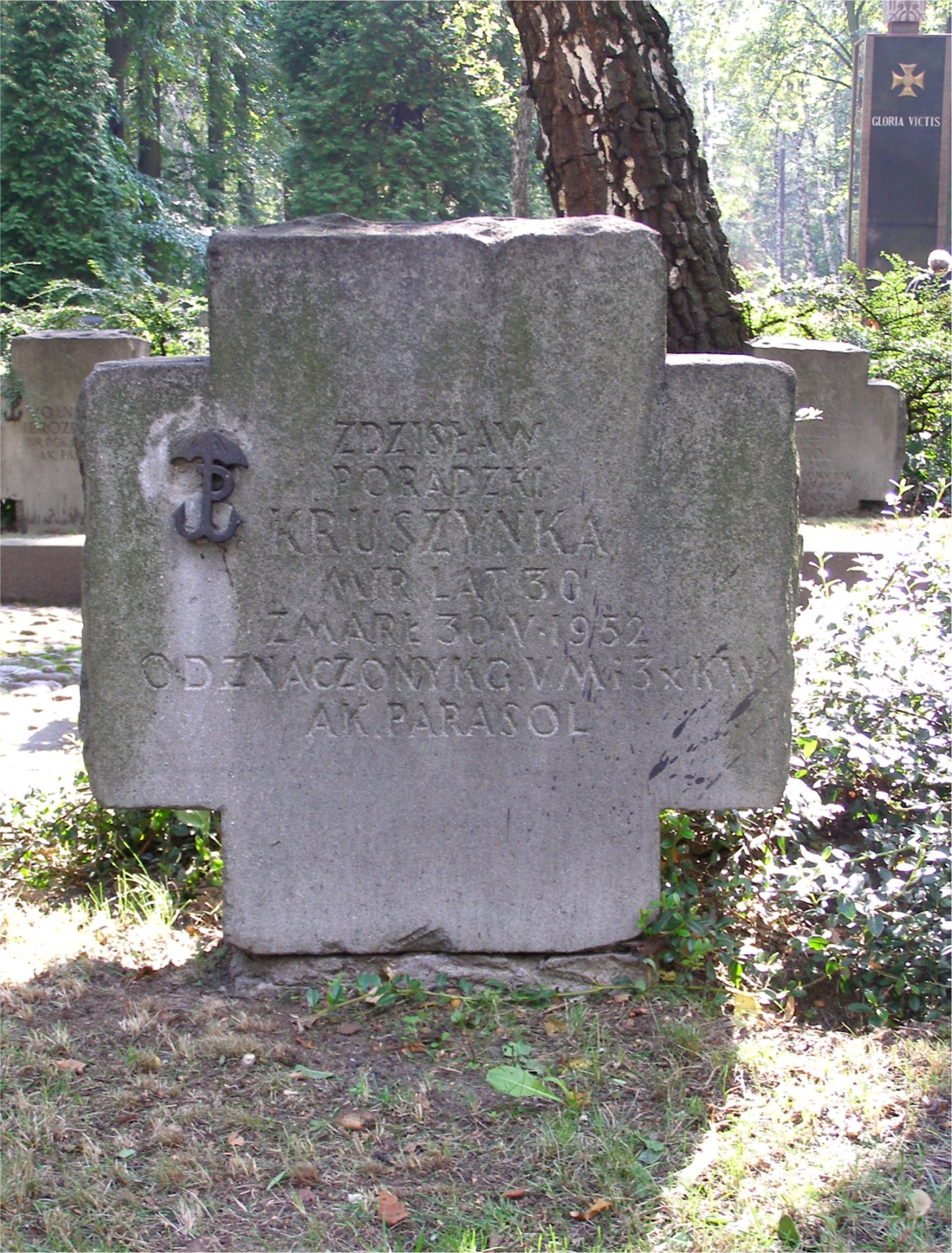
Grób na Cmentarzu Wojskowym na Powązkach

Zdzisław Poradzki ps. Kruszynka (ur. 22 października 1921 w Warszawie, zm. 30 maja 1952 w Poznaniu) – major Wojska Polskiego, żołnierz batalionu „Parasol” Armii Krajowej, powstaniec warszawski.

## Życiorys
Był uczniem Miejskiego Gimnazjum Męskiego im. płk. Leopolda Lisa-Kuli przy ul. Odrowąża. Uczestnik kampanii wrześniowej, ochotnik w 36 pułku piechoty Legii Akademickiej.
W sierpniu 1943, wraz z drużyną CR 500, przeszedł z Grup Szturmowych Szarych Szeregów do nowo utworzonego oddziału „Agat” (późniejszy „Pegaz”). W brawurowy sposób uwolnił się z rąk niemieckich żandarmów podczas próby zatrzymania na ul. Śmiałej. Uczestniczył kilku akcjach zbrojnych, m.in. akcji Kutschera (był drugim wykonawcą wyroku) i w akcji Koppe.
W czasie powstania warszawskiego walczył w Śródmieściu Południowym w batalionie „Zaremba-Piorun”. Był trzykrotnie ranny.
Po wojnie pracownik cywilny Ludowego Wojska Polskiego. Członek PPR i PZPR.
Został pochowany na warszawskim cmentarzu Wojskowym na Powązkach (kw. 24A rz. 7 m. 10).

## Odznaczenia
- Order Virtuti Militari V klasy
- Krzyż Walecznych (trzykrotnie)
- Order Krzyża Grunwaldu III klasy[4] (1947 r.)[7]